# Victorino Garrido
Victorino Garrido Hernández (Castilla la Vieja, 1779 - Copiapó, 6 de julio de 1864) fue un militar y político chileno nacido en España. Fue diputado en representación de Valparaíso (1837-1840) y Copiapó, Chañaral y Freirina (1840-1855).
En el año 1818 desembarcó en Talcahuano, como comisario regio de los restos de la última expedición española enviada como refuerzo a América, sin embargo, a poco de desembarcar desertó de las filas realistas y pidió a Bernardo O'Higgins ingresar al ejército chileno. Pronto los patriotas le nombrarían comisario de Valparaíso.
Fue amigo y consejero de Bernardo O'Higgins, José Joaquín Prieto, Diego Portales y Manuel Bulnes.
Fue periodista, diplomático de Chile ante el gobierno del Perú, coronel, diputado, sofocador de la revolución de Copiapó, liquidador de las cuentas peruanas, entre otros cargos. Luego de la expedición realizada por Freire, que según el ilustre historiador peruano Jorge Basadre, se realizó en connivencia o apoyo de los presidentes de la Confederación Peruano-Boliviana Orbegoso y Andrés de Santa Cruz, y que intentó derrocar al gobierno establecido en Chile, como respuesta en 1836 Portales le confió a Garrido el mando de la expedición naval que capturó las naves de la escuadra peruana en su fondeadero en el Callao. En 1838 fue nombrado Intendente del Ejército para la campaña del Perú que dirigió Manuel Bulnes. Estando en dicho país fue retado a duelo, públicamente y ante todos los jefes y oficiales del ejército restaurador, por el coronel chileno Pedro Godoy Palacios quien se consideraba injuriado por unos artículos escritos por Garrido. Garrido rehuyó en todo momento batirse y fue herido de puños y patadas por Godoy antes que este pudiera ser reducido por la guardia urbana.
Fue elegido diputado por Valparaíso, período 1837 a 1840. Reelegido diputado para el período 1840-1843, esta vez representando a Copiapó, Chañaral y Freirina, distrito por el cual siguió siendo diputado en las elecciones de 1843, 1846, 1849 y 1852. En el período siguiente, 1855, fue elegido Senador por Coquimbo, cargo que mantuvo hasta 1864. 